# Morgen Freiheit
Morgen Freiheit (Originaltitel: מאָרגן־פרײהײט; Englisch: Morning Freedom) war eine jiddische Zeitung in New York von 1922 bis 1988. Sie stand der Kommunistischen Partei der USA (CPUSA) nahe.

## Geschichte
Die Morgen Freiheit wurde 1922 von Moissaye Olgin (Moische Olgin, 1878–1939) gegründet. Sie vertrat Positionen der jüdischen kommunistischen Arbeiterbewegung, unterstützte die Sowjetunion und trat gegen Rassismus in den USA ein. 1925 konnten bis zu 22.000 Exemplare pro Tag verkauft werden. Sie zählte damit zu den wichtigsten jiddischen Zeitungen in den USA. Zu ihren bekanntesten Mitarbeitern zählte der kommunistische Schriftsteller Michael Gold.
1939 übernahm Paul Novick die Leitung des Blattes. Die Zeitung unterstützte die zionistische Bewegung in Palästina. Das brachte eine zunehmende Kritik von Seiten der CPUSA mit sich und Paul Novick wurde aus der Partei ausgeschlossen.
1988, kurz vor dem Tod von Paul Novick, stellte die Morgen Freiheit ihr Erscheinen ein.